# 永安镇 (通江县)
永安镇，是中华人民共和国四川省巴中市通江县下辖的一个乡镇级行政单位。2020年5月，撤销沙坪乡，将其所属行政区域划归永安镇管辖。

## 行政区划
永安镇下辖以下地区：
永安街道社区、碧溪街道社区、得汉城村、何家沟村、擂鼓城村、龙汉垭村、罗家坝村、罗坪村、县坝村、小坪村、碧溪坡村、黑潭岩村、火天岗村、旧县坪村、石庙子村、孙家坪村、岳家坡村和郑家营村。